# Вільгельм, кронпринц Пруссії
Фрідріх Вільгельм, Фрідріх Вільгельм Віктор Август Ернст (нім. Friedrich Wilhelm Victor August Ernst; 6 травня 1882, Потсдам — 20 липня 1951, Гехінген) — кронпринц Німецької імперії та Прусського королівства.
Старший син кайзера Вільгельма II та імператриці Августи-Вікторії. Народився в Мармуровому палаці Потсдама.
Майбутній спадкоємець Німецької імперії з'явився на світ у прусському королівському Будинку Гогенцоллернів 6 травня 1882 року в Потсдамі, в сім'ї принца Вільгельма (1859–1941), майбутнього останнього імператора Німеччини Вільгельма II Гогенцоллерна.

## Освіта та виховання
Кронпринц Вільгельм навчався в Плені. У 10-річному віці у 1892 році був записаний до прусської гвардії. Пізніше витримав офіцерський іспит і в 1900 році 18-річний кронпринц був становлений в обер-лейтенанти 1-го гвардійського піхотного полку.
У 1901–1903 рр. кронпринц навчався в Боннському університеті. У 1906—1908 рр. і з 1913 року служив у Великому Генштабі Німецької імперії. З жовтня 1908 року кронпринц був командиром 1-го батальйону 1-го гвардійського піхотного полку, а з 1911 року — командиром 1-го Лейбгусарського полку в Данцигу.

## Міжвоєнна діяльність
Після підписання перемир'я 11 листопада 1918 року кронпринц Вільгельм змушений був скласти з себе командування і оселитися у вигнанні в м. Остерланд на острові Віріген в Нідерландах, де тоді ж сховався і останній імператор Німеччини Вільгельм II.

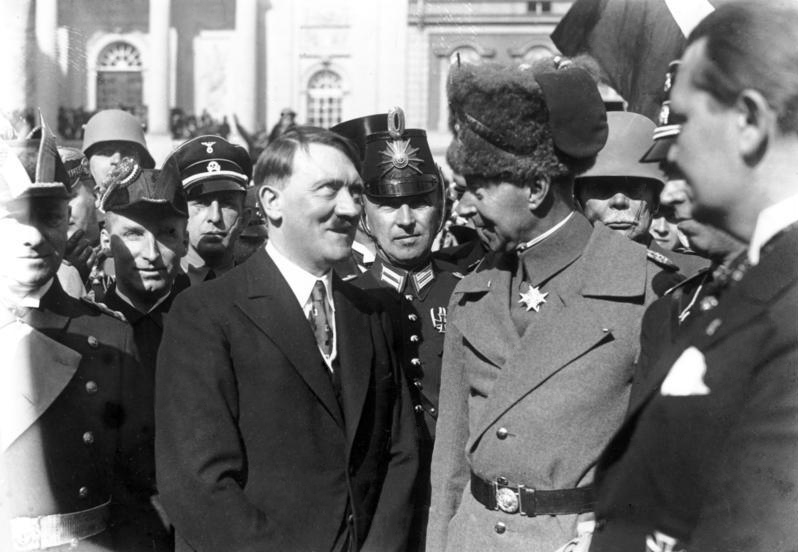
Вільгельм III та А. Гітлер

1 грудня 1918 року кронпринц Вільгельм остаточно зрікся своїх прав на престол Німеччини. 9 листопада 1923 року кронпринц Вільгельм отримав дозвіл жити в Німеччині і оселився у своєму маєтку поблизу Потсдама. У 1932 році під час президентських виборів до Рейхстагу він виступив на підтримку Адольфа Гітлера. Посланий Гітлером в Нідерланди Герман Герінг, торкнувся у розмові з Вільгельмом і його дружиною питання про можливість повернення престолу Гогенцоллернам. Гітлер, безсумнівно, був зацікавлений у підтримці зв'язків і з екс-принцом, що додавали нацистській партії все більше значення в міру зростання її популярності серед виборців. Зазнавши невдачі зі спробою висунення власної кандидатури на виборах до рейхстагу 1932 р., екс-кронпринц закликав виборців віддати голоси Гітлеру, неодноразово виступав на підтримку націонал-соціалістів і спонукав батька заявити про свої симпатії до фюрера, проте кронпринц скоро розчарувався в ньому, так як Гітлер зовсім не збирався реставрувати монархію, хоча ще в 1925 р. Гітлер переконував Вільгельма, що вбачає «у відновленні монархії вінець своїх прагнень». У 1945 році кронпринц Вільгельм був інтернований французькими військами, проте після закінчення Другої світової війни був відпущений на свободу. Кронпринц Вільгельм був автором мемуарів: «Спогади про моє життя» (1922) та «Мої спогади про німецькі військові дії» (1922). Останній кронпринц Німецької імперії помер у вигнанні на 69-му році життя 20 липня 1951 року від серцевого нападу в м. Гехінген (Баден-Вюртемберг).

## Нагороди

### Нагороди Німеччини
- Орден Чорного орла з ланцюгом (1892)
- Орден Червоного орла, великий хрест з короною
- Орден Корони (Пруссія) 1-го класу
- Королівський орден дому Гогенцоллернів, великий командорський хрест з ланцюгом
- Князівський орден дому Гогенцоллернів, почесний хрест 1-го класу з мечами
- Орден Вендської корони, великий хрест з короною
- Орден Альберта Ведмедя, великий хрест
- Військовий Хрест Фрідріха (Ангальт)
- Орден Вірності (Баден)
- Орден Церінгенського лева, великий хрест
- Орден Святого Губерта
- Орден Генріха Лева, великий хрест (1902)
- Орден Людвіга Гессенського, великий хрест
- Орден Заслуг герцога Петра-Фрідріха-Людвіга, великий хрест із золотою короною
- Орден Білого Сокола, великий хрест з мечами (1896)
- Орден Вюртемберзької корони, великий хрест
- Столітня медаль
- Залізний хрест 2-го і 1-го класу
- Військовий орден Святого Генріха, великий хрест
- Військовий орден Максиміліана Йозефа, великий хрест
- Орден Військових заслуг Карла Фрідріха, великий хрест
- Орден «За військові заслуги» (Вюртемберг), великий хрест
- Pour le Mérite з дубовим листям
  - орден (22 серпня 1915)
  - дубове листя (8 вересня 1916)
- Ганзейський Хрест (Гамбург, Бремен і Любек)
- Медаль «За відвагу» (Гессен)
- Хрест «За заслуги у війні» (Саксен-Мейнінген)
- Почесний військовий хрест за героїчний вчинок
- Хрест «За військові заслуги» (Ліппе)
- Хрест «За військові заслуги» (Мекленбург-Шверін)
- Почесний хрест (Ройсс)
- Почесний хрест ветерана війни з мечами

### Іноземні нагороди
- Орден Серафимів (Швеція) (27 липня 1888)
- Королівський угорський орден Святого Стефана, великий хрест (Австро-Угорщина) (1898)
- Орден Золотого руна (Іспанія) (січень 1900)
- Орден Слона (Данія) (6 травня 1900)
- Орден Підв'язки (Британська імперія) (27 січня 1901) — позбавлений у 1915 році.
- Королівський вікторіанський ланцюг (Британська імперія) (червень 1904) — позбавлений у 1915 році.
- Орден Святого Олафа (Норвегія)
  - командорський хрест із зіркою
  - великий хрест з ланцюгом
- Орден Леопольда I, великий хрест (Бельгія)
- Орден «Святий Олександр», великий хрест (Болгарія)
- Орден Подвійного дракона 1-го ступеня, 2-й класу (Китай)
- Орден Спасителя, великий хрест (Греція)
- Орден хризантеми (Японія)
- Орден Восьми тигрів 1-го класу (Корея)
- Вищий орден Святого Благовіщення (Італія)
- Орден Корони Італії, великий хрест
- Орден Святих Маврикія та Лазаря, великий хрест (Італія)
- Орден Святого Карла (Монако), великий хрест
- Орден князя Данила I, великий хрест (Чорногорія)
- Орден Нідерландського лева, великий хрест
- Орден Лева і Сонця, великий хрест (Іран)
- Пояс двох орденів (Португалія)
- Орден Христа, великий хрест (Португалія)
- Авіський орден, великий хрест (Португалія)
- Орден Вежі й Меча, великий хрест з ланцюгом (Португалія)
- Орден Кароля I, великий хрест (Румунія)
- Орден Корони Румунії, великий хрест
- Орден Андрія Первозванного (Російська імперія)
- Орден Святого Олександра Невського (Російська імперія)
- Орден Білого Орла (Російська імперія)
- Орден Святої Анни 1-го ступеня (Російська імперія)
- Орден Святого Станіслава 1-го ступеня (Російська імперія)
- Орден Білого Орла (Сербія), великий хрест
- Орден Королівського дому Чакрі (Сіам)
- Орден Пошани (Османська імперія)
- Орден Слави (Османська імперія)
- Орден «Османіє» 1-го класу з діамантами
- Хрест «За військові заслуги» (Австро-Угорщина) 1-го класу